# Saison 1997-1998 du Montpellier Hérault Sport Club
Maillots
Chronologie
Saison précédente Saison suivante
La saison 1997-1998 du Montpellier HSC a vu le club évoluer en Division 1 pour la onzième saison consécutive.
Les pailladins effectuent une saison moyenne, restant tout au long de la saison dans le ventre mou du classement sans jamais être réellement menacé et terminant à une peu glorieuse 12e place.
Le début de saison avait pourtant été prometteur, après une phase de groupe de Coupe Intertoto bien gérée, les héraultais atteignent une des finales de la compétition mais chutent face à un autre club français, l'Olympique lyonnais.
Éliminé prématurément en Coupe de France et en Coupe de la Ligue les héraultais ont vécu une saison sans grand enthousiasme.

## Déroulement de la saison

### Inter-saison
Après José Luis Villarreal, parti au cours de la saison précédente, le club va continuer à voir son effectif s'alléger. Michel Der Zakarian prend sa retraite, tandis que Roman Kosecki et Fredéric Martin et William Prunier, n'ayant pas répondu aux espoirs placés en eux, ne font qu'un bref passage dans l'Hérault. Jean-Manuel Thétis s'exile en Espagne pour relancer sa carrière, alors que le jeune Jean-Philippe Javary essaye à faire de même mais sans résultat.
Les départs les plus notables restent cependant ceux de deux membres de la 2e génération spontanée, Serge Blanc qui est vendu à l'Olympique de Marseille et Fabien Lefèvre vendu à l'AS Monaco.
Pour compenser tous ces départs, le club cherche plutôt à investir sur l'avenir. Mis à part Sylvain Deplace, milieu de terrain confirmé de l'Olympique lyonnais en fin de contrat, arrivent le tous récent champion de France monégasque Manuel Dos Santos, Frédéric Garny, Marcel Mahouvé, un inconnu camerounais remarqué par Roger Milla, Uche Agbo, Nenad Džodić, un jeune défenseur yougoslave, et de retour de prêt de l'Olympique d'Alès, Gérald Martin accompagné par Cédric Barbosa.

### Championnat
Rarement menacé mais jamais en position de s'approcher de la tête, la saison 1997-1998 est considéré comme une saison ennuyeuse par les supporters. Sylvain Deplace longtemps blessé, n'apporte pas tout son abattage lyonnais, alors que Uche Agbo est inexistant, que Philippe Delaye manque toute la première partie de saison et que Ibrahima Bakayoko semble perdre son sens du but.
L'une des seules satisfactions du championnat est Manuel Dos Santos, élu par ses pairs meilleur arrière gauche de la compétition, malgré un classement peu flatteur en fin de saison.

### Coupe Intertoto
En Coupe Intertoto, après une phase de groupe tranquille, les Allemands du FC Cologne se dressent devant les héraultais. Qualifiés de justesse, les pailladins vont se heurter lors de la finale à l'obstacle lyonnais.
Battus 1-0 au Stade de la Mosson, avec les expulsions de Pascal Baills et Nenad Dzodic, les montpelliérains sont en passe de se qualifier en menant 2-1 au Stade de Gerland avant l'expulsion de Ibrahima Bakayoko et la blessure de Laurent Robert. Patrice Carteron, puis Alain Caveglia enverront alors les lyonnais en Coupe UEFA.

### Coupes nationales
Les résultats en Coupe seront médiocre. Après avoir reçu et éliminé le FC Nantes et le Stade de Reims, respectivement en Coupe de la Ligue et en Coupe de France, les montpelliérains s'écroulent lors de leurs voyages suivants face au FC Bourg-Péronnas (2-3) et au Parc des Princes (0-2).

## Joueurs et staff

### Transferts
| Été 1997            |               |                                |                        |                  |
| Nom                 | Nationalité   | Transfert                      | Provenance/Destination | Division         |
| Arrivées            |               |                                |                        |                  |
| Ahmed Madouni       | Algérie       | Premier contrat pro            |                        |                  |
| Didier Agathe       | France        | Transfert sans indemnité       | Olympique d'Alès       | CFA              |
| Manuel Dos Santos   | France        | Transfert                      | AS Monaco              | Division 1       |
| Nenad Dzodic        | Serbie        | Transfert                      | FK Zemun               | Super Liga       |
| Sébastien Bertrand  | France        | Premier contrat pro            |                        |                  |
| Cédric Barbosa      | France        | Transfert sans indemnité       | Olympique d'Alès       | CFA              |
| Frédéric Garny      | France        | Transfert                      | FC Sochaux-Montbéliard | Division 2       |
| Marcel Mahouvé      | Cameroun      | Transfert                      | Putra Samarinda        | Premier League   |
| Sylvain Deplace     | France        | Transfert                      | Olympique lyonnais     | Division 1       |
| Uche Agbo           | Nigeria       | Transfert                      | Obilic Belgrade        | Super Liga       |
| Marc-Eric Gueï      | Côte d'Ivoire | Transfert                      | Stade d'Abidjan        | Superdivision    |
| Retours de Prêt     |               |                                |                        |                  |
| Gérald Martin       | France        | Expiration de la durée de prêt | Olympique d'Alès       | CFA              |
| Départs             |               |                                |                        |                  |
| Fabien Lefèvre      | France        | Transfert                      | AS Monaco              | Division 1       |
| Fabrice Divert      | France        | Fin de contrat (Retraite)      |                        |                  |
| Grégory Barbezier   | France        | Résiliation de contrat         | Olympique d'Alès       | CFA              |
| Jean-Manuel Thétis  | France        | Transfert                      | FC Séville             | Segunda División |
| Michel Der Zakarian | Arménie       | Fin de contrat (Retraite)      |                        |                  |
| Roman Kosecki       | Pologne       | Transfert                      | Legia Varsovie         | Ekstraklasa      |
| Serge Blanc         | France        | Transfert                      | Olympique de Marseille | Division 1       |
| Wilfried Bertrand   | France        | Résiliation de contrat         | FC Rouen               | CFA 2            |
| William Prunier     | France        | Transfert                      | SSC Naples             | Serie A          |
| Prêts               |               |                                |                        |                  |
| Frédéric Martin     | France        | Prêt                           | OGC Nice               | Division 2       |

| Hiver 1997-1998  |             |                     |                        |          |
| Nom              | Nationalité | Transfert           | Provenance/Destination | Division |
| Arrivées         |             |                     |                        |          |
| Rémy Vercoutre   | France      | Premier contrat pro |                        |          |
| Geoffrey Doumeng | France      | Premier contrat pro |                        |          |

## Rencontres de la saison

### Division 1
|            | Adversaire             | Lieu | Résultat | Buteurs du MHSC                                         | Affluence |
| Journée 1  | RC Strasbourg          | Dom. | 1-1      | Ibrahima Bakayoko                                       | 10 688    |
| Journée 2  | Le Havre AC            | Ext. | 0-4      | -                                                       | -         |
| Journée 3  | Olympique de Marseille | Dom. | 0-0      | -                                                       | 26 881    |
| Journée 4  | Toulouse FC            | Dom. | 4-0      | Kader Ferhaoui · Ibrahima Bakayoko · Christophe Sanchez | 11 260    |
| Journée 5  | RC Lens                | Ext. | 0-0      | -                                                       | -         |
| Journée 6  | EA Guingamp            | Dom. | 2-3      | Christophe Sanchez · Ibrahima Bakayoko                  | 9 957     |
| Journée 7  | FC Nantes              | Ext. | 1-1      | Pascal Fugier                                           | -         |
| Journée 8  | AS Monaco              | Dom. | 0-2      | -                                                       | 15 291    |
| Journée 9  | Paris Saint-Germain    | Ext. | 1-1      | Pascal Baills                                           | -         |
| Journée 10 | Girondins de Bordeaux  | Dom. | 0-1      | -                                                       | 12 835    |
| Journée 11 | Olympique lyonnais     | Ext. | 2-1      | Ibrahima Bakayoko · Laurent Robert                      | -         |
| Journée 12 | LB Châteauroux         | Dom. | 1-0      | Marcel Mahouvé                                          | 9 035     |
| Journée 13 | FC Metz                | Ext. | 1-0      | Marcel Mahouvé                                          | -         |
| Journée 14 | Stade rennais          | Dom. | 2-0      | Hervé Alicarte · Ibrahima Bakayoko                      | 11 740    |
| Journée 15 | AS Cannes              | Ext. | 0-1      | -                                                       | -         |
| Journée 16 | SC Bastia              | Dom. | 1-1      | Hervé Alicarte                                          | 11 263    |
| Journée 17 | AJ Auxerre             | Ext. | 1-3      | Frédéric Garny                                          | -         |
| Journée 18 | Le Havre AC            | Dom. | 1-1      | Hervé Alicarte                                          | 9 068     |
| Journée 19 | Olympique de Marseille | Ext. | 0-0      | -                                                       | -         |
| Journée 20 | Toulouse FC            | Ext. | 1-1      | Christophe Sanchez                                      | -         |
| Journée 21 | RC Lens                | Dom. | 1-2      | Frédéric Garny                                          | 9 208     |
| Journée 22 | EA Guingamp            | Ext. | 2-1      | Ibrahima Bakayoko · Uche Agbo                           | -         |
| Journée 23 | FC Nantes              | Dom. | 2-0      | Philippe Delaye · Franck Rizzetto                       | 8 835     |
| Journée 24 | AS Monaco              | Ext. | 0-4      | -                                                       | -         |
| Journée 25 | Paris Saint-Germain    | Dom. | 2-1      | Pascal Fugier · Christophe Sanchez                      | 16 051    |
| Journée 26 | Girondins de Bordeaux  | Ext. | 1-3      | Christophe Sanchez                                      | -         |
| Journée 27 | Olympique lyonnais     | Dom. | 1-1      | Jean-Christophe Rouvière                                | 11 371    |
| Journée 28 | LB Châteauroux         | Ext. | 1-0      | Franck Rizzetto                                         | -         |
| Journée 29 | FC Metz                | Dom. | 0-1      | -                                                       | 15 074    |
| Journée 30 | Stade rennais          | Ext. | 0-2      | -                                                       | -         |
| Journée 31 | AS Cannes              | Dom. | 1-0      | Toifilou Maoulida                                       | 10 300    |
| Journée 32 | SC Bastia              | Ext. | 1-2      | Philippe Delaye                                         | -         |
| Journée 33 | AJ Auxerre             | Dom. | 1-1      | Laurent Robert                                          | 22 020    |
| Journée 34 | RC Strasbourg          | Ext. | 0-3      | -                                                       | -         |

### Coupe Intertoto
| Tour       | Adversaire         | Lieu | Résultat | Buteurs du MHSC                                              |
| Groupe 10  | Gloria Bistrita    | Ext. | 2-1      | Hervé Alicarte · Kader Ferhaoui                              |
| Groupe 10  | FK Čukarički       | Dom. | 3-1      | Jean-Christophe Rouvière · Franck Sauzée · Manuel Dos Santos |
| Groupe 10  | FK Spartak Varna   | Ext. | 1-1      | Franck Sauzée                                                |
| Groupe 10  | FC Groningue       | Dom. | 3-0      | Hervé Alicarte · Sylvain Deplace · Jean-Christophe Rouvière  |
| 1/2 finale | FC Cologne         | Ext. | 1-2      | Franck Sauzée                                                |
| 1/2 finale | FC Cologne         | Dom. | 1-0      | Jean-Christophe Rouvière                                     |
| Finale     | Olympique lyonnais | Dom. | 0-1      | -                                                            |
| Finale     | Olympique lyonnais | Ext. | 2-3      | Hervé Alicarte · Ibrahima Bakayoko                           |

### Coupe de France
| Tour            | Adversaire              | Lieu | Résultat | Buteurs du MHSC                                  |
| 1/32e de finale | Stade de Reims (CFA 2)  | Dom. | 3-0      | Hervé Alicarte · Pascal Fugier · Franck Rizzetto |
| 1/16e de finale | FC Bourg-Péronnas (CFA) | Ext. | 2-3      | Franck Sauzée · Philippe Delaye                  |

### Coupe de la Ligue
| Tour            | Adversaire                       | Lieu | Résultat | Buteurs du MHSC |
| 1/16e de finale | FC Nantes (Division 1)           | Dom. | 1-0      | Philippe Delaye |
| 1/8e de finale  | Paris Saint-Germain (Division 1) | Ext. | 0-2      | -               |

## Statistiques

### Statistiques collectives
| Compétition       | Débute au tour   | Place ou tour final | Matches joués | Gagnés | Nuls | Perdus | Buts pour | Buts contre | Différence |
| Division 1        | -                | 12e                 | 34            | 10     | 11   | 13     | 32        | 42          | -10        |
| Coupe Intertoto   | Phase de groupes | Finaliste           | 8             | 4      | 1    | 3      | 13        | 9           | +4         |
| Coupe de France   | 1/32e de finale  | 1/16e de finale     | 2             | 1      | 0    | 1      | 5         | 3           | +2         |
| Coupe de la Ligue | 1/16e de finale  | 1/8e de finale      | 2             | 1      | 0    | 1      | 1         | 2           | -1         |
| Total             | -                | -                   | 46            | 16     | 12   | 18     | 51        | 56          | -5         |

### Statistiques individuelles
| Nat. | Nom         | Division 1 | Division 1  | Division 1 | Division 1   | Coupe de France | Coupe de France | Coupe de France | Coupe de France | Coupe de la Ligue | Coupe de la Ligue | Coupe de la Ligue | Coupe de la Ligue | Coupe Intertoto | Coupe Intertoto | Coupe Intertoto | Coupe Intertoto | Total | Total       | Total  | Total        |
| Nat. | Nom         | M.j.       | But inscrit | Averti     | Carton rouge | M.j.            | But inscrit     | Averti          | Carton rouge    | M.j.              | But inscrit       | Averti            | Carton rouge      | M.j.            | But inscrit     | Averti          | Carton rouge    | M.j.  | But inscrit | Averti | Carton rouge |
|      | Martini     | 27         | 0           | 1          | 0            | 2               | 0               | 0               | 0               | 1                 | 0                 | 0                 | 0                 | 1               | 0               | 0               | 0               | 31    | 0           | 1      | 0            |
|      | Flucklinger | 7          | 0           | 1          | 0            | 0               | 0               | 0               | 0               | 1                 | 0                 | 0                 | 0                 | 7               | 0               | 0               | 0               | 15    | 0           | 1      | 0            |
|      | Vercoutre   | 0          | 0           | 0          | 0            | 0               | 0               | 0               | 0               | 0                 | 0                 | 0                 | 0                 | 0               | 0               | 0               | 0               | 0     | 0           | 0      | 0            |
|      | Madouni     | 0          | 0           | 0          | 0            | 0               | 0               | 0               | 0               | 0                 | 0                 | 0                 | 0                 | 0               | 0               | 0               | 0               | 0     | 0           | 0      | 0            |
|      | Agathe      | 0          | 0           | 0          | 0            | 0               | 0               | 0               | 0               | 0                 | 0                 | 0                 | 0                 | 1               | 0               | 0               | 0               | 1     | 0           | 0      | 0            |
|      | Sauzée      | 12         | 0           | 2          | 0            | 1               | 1               | 0               | 0               | 2                 | 0                 | 0                 | 0                 | 6               | 3               | 0               | 0               | 21    | 4           | 2      | 0            |
|      | Alicarte    | 25         | 3           | 6          | 0            | 1               | 1               | 0               | 0               | 2                 | 0                 | 0                 | 0                 | 8               | 3               | 0               | 0               | 36    | 7           | 6      | 0            |
|      | Rodriguez   | 12         | 0           | 1          | 0            | 2               | 0               | 0               | 0               | 1                 | 0                 | 0                 | 0                 | 1               | 0               | 0               | 0               | 16    | 0           | 1      | 0            |
|      | Dzodic      | 8          | 0           | 3          | 1            | 1               | 0               | 0               | 0               | 0                 | 0                 | 0                 | 0                 | 1               | 0               | 0               | 1               | 10    | 0           | 3      | 2            |
|      | Baills      | 29         | 1           | 7          | 2            | 1               | 0               | 0               | 0               | 1                 | 0                 | 1                 | 0                 | 6               | 0               | 0               | 0               | 37    | 1           | 8      | 2            |
|      | Fugier      | 31         | 2           | 3          | 0            | 2               | 1               | 0               | 0               | 2                 | 0                 | 0                 | 0                 | 7               | 0               | 0               | 0               | 42    | 3           | 3      | 0            |
|      | Bertrand    | 0          | 0           | 0          | 0            | 0               | 0               | 0               | 0               | 0                 | 0                 | 0                 | 0                 | 0               | 0               | 0               | 0               | 0     | 0           | 0      | 0            |
|      | Barbosa     | 2          | 0           | 0          | 0            | 0               | 0               | 0               | 0               | 0                 | 0                 | 0                 | 0                 | 3               | 0               | 0               | 0               | 5     | 0           | 0      | 0            |
|      | Rizzetto    | 28         | 2           | 1          | 0            | 2               | 1               | 0               | 0               | 2                 | 0                 | 0                 | 0                 | 8               | 0               | 1               | 0               | 40    | 3           | 2      | 0            |
|      | Garny       | 23         | 2           | 3          | 0            | 1               | 0               | 0               | 0               | 1                 | 0                 | 0                 | 0                 | 6               | 0               | 0               | 0               | 31    | 2           | 3      | 0            |
|      | Doumeng     | 0          | 0           | 0          | 0            | 0               | 0               | 0               | 0               | 0                 | 0                 | 0                 | 0                 | 0               | 0               | 0               | 0               | 0     | 0           | 0      | 0            |
|      | Martin      | 2          | 0           | 1          | 0            | 0               | 0               | 0               | 0               | 0                 | 0                 | 0                 | 0                 | 1               | 0               | 0               | 0               | 3     | 0           | 1      | 0            |
|      | Rouvière    | 33         | 1           | 6          | 0            | 2               | 0               | 0               | 0               | 2                 | 0                 | 0                 | 0                 | 6               | 3               | 1               | 0               | 43    | 4           | 7      | 0            |
|      | Javary      | 0          | 0           | 0          | 0            | 0               | 0               | 0               | 0               | 0                 | 0                 | 0                 | 0                 | 0               | 0               | 0               | 0               | 0     | 0           | 0      | 0            |
|      | Ferhaoui    | 18         | 1           | 4          | 1            | 0               | 0               | 0               | 0               | 1                 | 0                 | 0                 | 0                 | 5               | 1               | 0               | 0               | 24    | 2           | 4      | 1            |
|      | Robert      | 26         | 2           | 5          | 1            | 2               | 0               | 0               | 0               | 1                 | 0                 | 1                 | 0                 | 2               | 0               | 1               | 1               | 31    | 2           | 7      | 2            |
|      | Mahouvé     | 21         | 2           | 5          | 0            | 2               | 0               | 0               | 0               | 2                 | 0                 | 0                 | 0                 | 0               | 0               | 0               | 0               | 25    | 2           | 5      | 0            |
|      | Delaye      | 13         | 2           | 2          | 0            | 2               | 1               | 0               | 0               | 2                 | 1                 | 0                 | 0                 | 1               | 0               | 0               | 0               | 18    | 4           | 2      | 0            |
|      | Deplace     | 15         | 0           | 1          | 0            | 0               | 0               | 0               | 0               | 0                 | 0                 | 0                 | 0                 | 8               | 1               | 1               | 0               | 23    | 1           | 2      | 0            |
|      | Laurey      | 24         | 0           | 4          | 0            | 1               | 0               | 0               | 0               | 1                 | 0                 | 0                 | 0                 | 6               | 0               | 1               | 0               | 32    | 0           | 5      | 0            |
|      | Agbo        | 4          | 1           | 0          | 0            | 2               | 0               | 0               | 0               | 2                 | 0                 | 0                 | 0                 | 1               | 0               | 0               | 0               | 9     | 1           | 0      | 0            |
|      | Sanchez     | 24         | 5           | 3          | 1            | 0               | 0               | 0               | 0               | 0                 | 0                 | 0                 | 0                 | 7               | 0               | 3               | 0               | 31    | 5           | 6      | 1            |
|      | Bakayoko    | 28         | 7           | 4          | 0            | 1               | 0               | 0               | 0               | 0                 | 0                 | 0                 | 0                 | 4               | 1               | 1               | 1               | 33    | 8           | 5      | 1            |
|      | Gueï        | 0          | 0           | 0          | 0            | 0               | 0               | 0               | 0               | 0                 | 0                 | 0                 | 0                 | 0               | 0               | 0               | 0               | 0     | 0           | 0      | 0            |
|      | Maoulida    | 5          | 1           | 0          | 0            | 0               | 0               | 0               | 0               | 1                 | 0                 | 0                 | 0                 | 0               | 0               | 0               | 0               | 6     | 1           | 0      | 0            |

### Autres statistiques
| Meilleurs buteurs \| Joueur \| Total \| \| Ibrahima Bakayoko \| 8 \| \| Hervé Alicarte \| 7 \| \| Christophe Sanchez \| 5 \| \| Franck Sauzée \| 4 \| \| Jean-Christophe Rouvière \| 4 \| \| Philippe Delaye \| 4 \| \| Franck Rizzetto \| 3 \| \| Pascal Fugier \| 3 \| \| Frédéric Garny \| 2 \| \| Kader Ferhaoui \| 2 \| \| Laurent Robert \| 2 \| \| Marcel Mahouvé \| 2 \| \| Manuel Dos Santos \| 1 \| \| Pascal Baills \| 1 \| \| Sylvain Deplace \| 1 \| \| Toifilou Maoulida \| 1 \| \| Uche Agbo \| 1 \| | Equipe type de la saison Martini Baills Fugier Alicarte Dos Santos Laurey Rizzetto Robert Sanchez Rouvière Bakayoko D'après les temps de jeu à leur poste. |  |
| Joueur | Total |  |
| Ibrahima Bakayoko | 8 |  |
| Hervé Alicarte | 7 |  |
| Christophe Sanchez | 5 |  |
| Franck Sauzée | 4 |  |
| Jean-Christophe Rouvière | 4 |  |
| Philippe Delaye | 4 |  |
| Franck Rizzetto | 3 |  |
| Pascal Fugier | 3 |  |
| Frédéric Garny | 2 |  |
| Kader Ferhaoui | 2 |  |
| Laurent Robert | 2 |  |
| Marcel Mahouvé | 2 |  |
| Manuel Dos Santos | 1 |  |
| Pascal Baills | 1 |  |
| Sylvain Deplace | 1 |  |
| Toifilou Maoulida | 1 |  |
| Uche Agbo | 1 |  |

Buts
- Premier but de la saison :   Hervé Alicarte contre le Gloria Bistrita lors de la 1re journée de Coupe Intertoto
- Premier doublé :    Ibrahima Bakayoko contre le Toulouse FC lors de la 4e journée de championnat
- Plus grande marge : 4 buts (marge positive et négative) à trois reprises
- Plus grand nombre de buts dans une rencontre : 5 buts à trois reprises

Discipline
- Premier carton jaune :  Christophe Sanchez contre le FK Čukarički lors de la 3e journée de Coupe Intertoto
- Premier carton rouge :  Laurent Robert contre le FK Spartak Varna lors de la 4e journée de Coupe Intertoto
- Plus grand nombre de cartons dans un match : 5  5e, 44e, 65e, 67e et 86e contre le SC Bastia

Affluences
- Meilleure affluence :
  - En championnat : 26 881 spectateurs contre l'Olympique de Marseille, 3e journée
- Plus mauvaise affluence :
  - En championnat : 8 835 spectateurs contre le FC Nantes, 23e journée

### Ouvrage
- « Statistiques », Onze Mondial, no Spécial bilan 1997-1998,‎ 28 juin 1998, p. 102-103 (ISSN 0995-6921)